# Pati Llanos
Patrícia Llanos Paduim (São Paulo, 13 de dezembro de 1990) é uma jogadora de futebol brasileira.

## Biografia e carreira
Llanos é natural da cidade de São Paulo.
Venceu o Campeonato Brasileiro de 2013 jogando pelo Centro Olímpico. Venceu também no ano seguinte atuando pelo Ferroviária.
Em 2015, foi campeã da Copa Libertadores da América pelo Ferroviária. Transferiu-se para o Corinthians em 2017, onde venceu, novamente, a Copa Libertadores no mesmo ano.
Entre 2018 e 2019, a meio-campista jogou pelo Benfica, de Portugal. Em 2020, retornou ao Brasil para defender o Avaí Kindermann sendo vice-campeonato nacional no mesmo ano. Em 2021, retornou a Portugal para defender o Famalicão.

## Principais conquistas
Campeonato Brasileiro
- Campeã – 2013
- Campeã – 2014
- Vice-campeã – 2020

Copa Libertadores da América
- Campeã – 2015
- Campeã – 2017